# Histoire de Meurthe-et-Moselle
Cet article décrit les faits saillants de l'histoire du département de Meurthe-et-Moselle, situé dans le Nord-Est de la France.

## Protohistoire et Antiquité
De l’industrie très archaïque sur galets découverte sur les hautes terrasses alluviales au sud de Nancy pourrait appartenir au Pléistocène inférieur.
Ludres est site de plein air avec un niveau d’occupation du Vistulien ancien. Le mégalithisme se rencontre en Lorraine avec plusieurs monuments connus, principalement localisés dans les marges ouest et sud de la région. Il s’agit essentiellement d’allées couvertes, dolmens et menhirs. Des allées couvertes ou dolmens sont présents à Sexey-aux-forges (Meurthe et Moselle). 
L’Aurignacien (- 37 000 à - 28 000 ans) est représenté par Auboué en Meurthe et Moselle, l’industrie lithique en silex d’importation est caractérisée par la présence de plusieurs produits de débitage (éclats et produits technologiques) associée à de l’outillage (grattoirs carénés, burins, lamelles Dufour..). Une chaîne opératoire orientée vers la production de lamelles a été identifiée.

## Moyen Âge
En 1048, le fils d'un comte de Metz, Gérard Ier de Lorraine, se voit attribuer le duché de Lorraine et s'installe à Nancy, qu'il fonde ex nihilo vers 1069, du fait de l'émancipation des grandes villes du duché, comme Metz et Toul.

## Renaissance
Sous le règne du duc Charles III (1545-1608), la ville de Nancy bénéficie de nombreuses extensions matérialisées par la naissance de la ville-neuve créée par Hieronimo Citoni en 1596.
À la mort d'Henri II le 31 juillet 1624, sa fille Nicole de Lorraine devait être héritière du duché de Lorraine. Mais, en raison de la découverte d'un testament de René II de Lorraine précisant que les femmes n'ont pas droit à la succession, son mari Charles de Vaudémont revendique la couronne pour son père, François de Vaudémont. Les députés acceptent, instaurant ainsi la loi salique. François II abdique fin novembre 1625 et Charles IV devient ainsi duc de Lorraine. Charles IV témoigne à de nombreuses reprises de sa préférence envers le Saint-Empire romain germanique par rapport à la France : réception de Marie de Rohan, exilée par Richelieu à la suite de sa compromission dans le complot de Chalais entre 1626 et 1628 et de Gaston d'Orléans, frère de Louis XIII et en révolte contre Richelieu ; mariage de celui-ci avec Marguerite de Lorraine, sœur de Charles IV ; soutien militaire de l'Empire en Franconie contre la Suède ; enfin, en violation avec le traité de Vic et celui de Liverdun, aide à l'empereur Ferdinand II pour libérer Haguenau des Suédois. Le roi de France, sur le conseil de Richelieu, décide alors d'assiéger Nancy.
En septembre 1633 commence le siège de Nancy : Louis XIII ordonne de brûler les moulins, occuper les châteaux, couper les ponts et construire retranchements et forts en mobilisant six mille soldats et dix mille paysans de Lorraine et de Champagne. Malgré la résistance, menée notamment par Henriette de Lorraine, sœur du duc de Lorraine restée à Nancy, Henri de Mouy, gouverneur de la cité, Nancy n'a pas d'autre choix que de capituler et Nicolas-François de Lorraine se charge des négociations. Le traité de Charmes, signé le 20 septembre, prévoit notamment le désarmement des troupes du duc de Lorraine et l'occupation d'une grande partie de la ville, de ses points-clés et de ses alentours par les troupes françaises. De nombreux membres de la maison de Lorraine fuient à Bruxelles ou en Italie et Charles IV, dans l'espoir d'une alliance avec l'Empire lui permettra plus tard de récupérer la Lorraine.

## Depuis la Révolution française

Redécoupage des frontières départementales du fait du traité de Francfort de 1871.

Le département de Meurthe-et-Moselle fut créé le 7 septembre 1871, à partir des territoires des départements de la Meurthe et de la Moselle que le traité de Francfort avait laissés à la France.
Les arrondissements restés français de la Meurthe (Lunéville, Nancy et Toul) et de la Moselle (Briey) furent associés pour constituer le nouveau département de Meurthe-et-Moselle. Les autres arrondissements de la Meurthe, ceux de Château-Salins et de Sarrebourg, de même que le reste de la Moselle, furent quant à eux rattachés à l'Empire allemand jusqu'en 1918.
La limite actuelle entre les départements de Meurthe-et-Moselle et de la Moselle correspond précisément à la frontière franco-allemande entre 1871 et 1919. Cette limite servit à nouveau de frontière après l'annexion de fait des départements de la Moselle, du Bas-Rhin et du Haut-Rhin par le régime nazi entre 1940 et 1944.
La seule modification intervenue dans les limites du département fut le rattachement en 1997, pour des raisons de gestion administrative, de la petite commune de Han-devant-Pierrepont, qui appartenait auparavant à la Meuse.